# ピール地域 (オンタリオ州)
ピール地域（ピールちいき、英：Regional Municipality of Peel）は、カナダのオンタリオ州南部に位置する地方行政区のひとつ。同地域の人口は2016年統計で138万を超え、ミシサガ、ブランプトン、カレドンの3都市によって構成されている。急速に伸びている地域のひとつで若年層の人口も多い。東にトロントと接しておりグレータートロント（GTA）の一部を形成している。
1974年に都市化されたエリアに見合った行政サービスを提供するため、それまでの郡からより権限のある地域へと格上げされた。
ピール郡（現：ピール地域）の名はイギリスの19代首相サー・ロバート・ピール准男爵に由来する。

## 地理

### 人口
| 年度   | 人口（人） | 増加率（%） |
| ------ | ---------- | ----------- |
| 2016年 | 1,381,739  | 6.5         |
| 2011年 | 1,296,814  | 11.8        |
| 2006年 | 1,159,405  | 17.2        |
| 2001年 | 988,948    | 16.0        |
| 1996年 | 852,526    | -           |

- 増加率は過去5年間の人口増加率を意味する。

同地域では1996年から2001年、2001年から2006年までの人口増加率がそれぞれ16.0%、17.2%となっており、わずか10年間で30万人も増加している。2001年から2006年までの期間、ブランプトンの人口増加率は33.3%と人口10万人以上のカナダ国内の主要都市では最も高い成長率を見せている。ミシサガの伸び率も高く、ブランプトンと合わせて人口100万人を超える。

## 主な都市
- ミシサガ （Mississauga）
- ブランプトン （Brampton）
- カレドン （Caledon）

## 公共サービス

### 警察
- ピール地域警察 （PRP、Peel Regional Police）
- オンタリオ州警察 （O.P.P.、Ontario Provincial Police）

## 交通

### 空港
- トロント・ピアソン国際空港 ： ミシサガの北東部、トロントとの境界にあるカナダ最大の空港（IATA：YYZ、ICAO：CYYZ）。

### 高速道路
- 400番台オンタリオ・ハイウェイ （400-series highways）：ピール地域には高規格自動車専用道路である400番台ハイウェイが7本走っており、オンタリオ州内で最も近代的で交通量の多い高速道路網となっている。このハイウェイの多くが1970年代に建設されたもので、同地域の急速な経済発展を支えている。
  - オンタリオ・ハイウェイ401号線（Highway 401）
  - オンタリオ・ハイウェイ403号線（Highway 403）
  - オンタリオ・ハイウェイ407号線（Highway 407）：有料道路（ETR、407 Express Toll Route）
  - オンタリオ・ハイウェイ409号線（Highway 409）
  - オンタリオ・ハイウェイ410号線（Highway 410）
  - オンタリオ・ハイウェイ427号線（Highway 427）
  - クィーン・エリザベス・ウェイ（Queen Elizabeth Way（QEW））

- その他のハイウェイ
  - オンタリオ・ハイウェイ7号線（Ontario provincial highway 7）
  - オンタリオ・ハイウェイ10号線（Ontario provincial highway 10）